# Dryophytes wrightorum
Espèce
Statut de conservation UICN

 LC  : Préoccupation mineure
Synonymes
- Hyla wrightorum Taylor, 1939

Dryophytes wrightorum est une espèce d'amphibiens de la famille des Hylidae.

## Répartition
Cette espèce se rencontre généralement au-dessus de 2 000 m d'altitude :
- aux États-Unis :
  - en Arizona, dans la Mogollon Rim au centre et les monts Huachuca au sud ;
  - au Nouveau-Mexique, au centre-ouest dans les monts Mogollon ;
- au Mexique dans la Sierra Madre occidentale jusqu'à l'État de Mexico, mais sans celui-ci.

## Étymologie
Cette espèce est nommée en l'honneur d'Anna Allen Wright et de Albert Hazen Wright.

## Publication originale
- Taylor, 1939 "1938" : Frogs of the Hyla eximia group in Mexico, with descriptions of two new species. The University of Kansas Science Bulletin, vol. 25, p. 421–445 (texte intégral).